# Centrum Satelitarne Unii Europejskiej
Centrum Satelitarne Unii Europejskiej (EUSC The European Union Satellite Centre lub SatCen) – agencja odpowiedzialna za przetwarzanie i dostarczanie informacji pochodzących z analiz obrazów satelitarnych. Centrum ma za zadanie wspieranie procesów decyzyjnych w dziedzinie Wspólnej Polityki Zagranicznej i Bezpieczeństwa UE. Instytucja działa od stycznia 2002 roku. Jej siedzibą jest Torrejón de Ardoz koło Madrytu w Hiszpanii.